# Familia Thyssen-Bornemisza

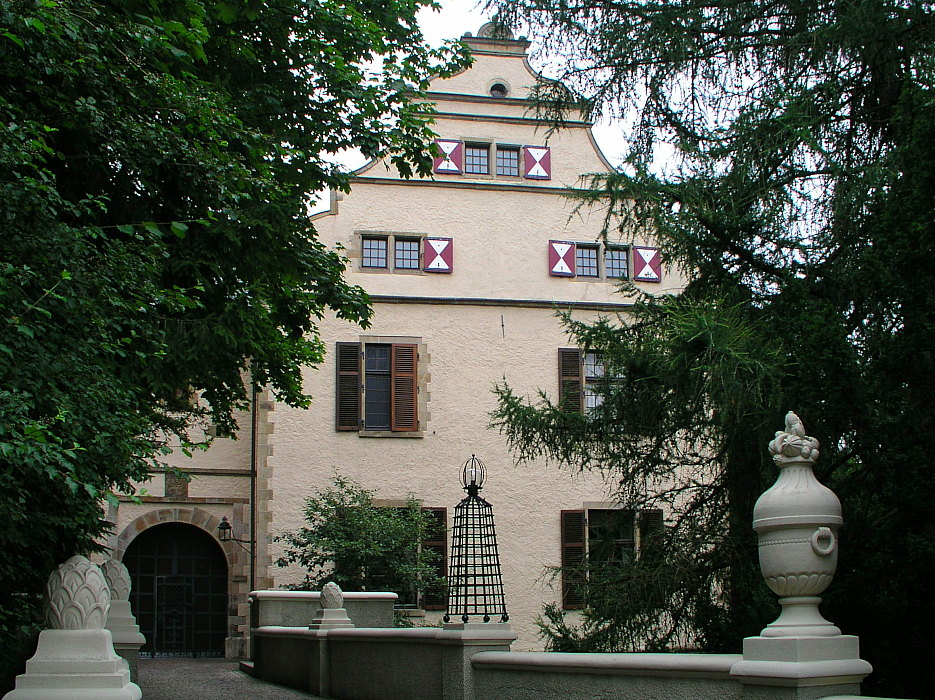
Castillo de Landsberg en Alemania, que alberga la cripta con el panteón de las dos ramas de la familia Thyssen.

Las armas de los Thyssen-Bornemisza en el escudo del II barón Hans Heinrich.

La familia Thyssen fue una de las más poderosas de la industria alemana del siglo XX. Su expansión empresarial se debió a August Thyssen (1842-1926), quien se volcó en la producción de acero y derivados (material bélico y otros), si bien luego los Thyssen diversificaron su actividad a otras áreas. Destaca entre estas empresas la multinacional alemana ThyssenKrupp AG. Debido a una creencia más bien inexacta, se suele pensar que las sagas Thyssen y Thyssen-Bornemisza son la misma, pero en realidad la segunda es una rama que deriva de la primera. 
El apellido Thyssen deriva del apelativo Mathiason, «hijo de Matías»; alude a un antepasado de principios del siglo XIX.

## Dos ramas Thyssen
Tras fundar August Thyssen su imperio industrial, a principios del siglo XX la familia se desgajó en dos ramas, lideradas por sus hijos Fritz y Heinrich, los cuales emprendieron sus negocios por separado y vivieron distanciados desde su juventud. La familia conocida en España por su título de baronía y por sus afanes coleccionistas deriva de Heinrich Thyssen, mientras que su hermano Fritz se relacionó con Hitler. Esto ha provocado confusión, al relacionar sin ningún matiz el apellido Thyssen con dicho dictador. 
Fritz Thyssen fue, según algunas fuentes, el único alemán de la familia que financió al partido nazi alemán (NSDAP) en sus primeros años. Más tarde se opuso a su política de pacto con la URSS e intentó alejarse del régimen de Hitler huyendo a Francia, pero fue detenido por el Gobierno de Vichy y devuelto a Alemania. Sufrió las represalias de Hitler, y después del bando vencedor en los Juicios de Núremberg.
La rama de los Thyssen relacionada con España, por el museo de Madrid y el museo Carmen Thyssen Málaga se instaló en Hungría, luego en Holanda y finalmente en Lugano (Suiza), y no tuvo ninguna implicación con Hitler. Heinrich Thyssen (1875-1947) hermano menor de Fritz, decidió emprender proyectos por su cuenta al considerar que, siendo hijo segundón, quedaría eclipsado si permanecía en Alemania. Tras estudiar en Londres, en 1905 se trasladó a Hungría y en 1907 contrajo matrimonio con la baronesa Margarita Bornemisza de Kászon et Impérfalva (1887-1971), la hija del barón Gábor (Gabriel) Bornemisza (1859-1915), Asistente de Cámara del rey húngaro (entonces, del emperador austríaco Francisco José) y de Matild Lujza Price (1865-1959).
Los abuelos de Margarita Bornemisza eran Albert Bornemisza de Kászon et Impérfalva (1832-1899), miembro de la cámara real, y la condesa Gabriella Kornis de Gönczruszka (1834-1902). El barón Gábor Bornemisza al no tener hijos varones adoptó a su yerno Thyssen, tras solicitar la aprobación del rey para que heredase la nobleza y el título también. Francisco José de Austria-Hungría entonces, el 22 de junio de 1907, le donó a Thyssen nobleza húngara, el título de barón de la familia Bornemisza, así como los predicados nobiliarios de "Kászon et Impérfalva", y le permitió usar el apellido doble de Thyssen-Bornemisza. La familia barón Bornemisza de Kászon et Impérfalva recibió la nobleza donada por el Príncipe de Transilvania Jorge Rákóczi I el 29 de marzo de 1633, en aquel entonces todavía usando el apellido de "Csutak de Kászon et Imperfalva". Casi un siglo después, en 1717, János (Juan) Csutak de Kászon et Impérfalva (1672-1742), vicecanciller de Transilvania, recibió el título de barón y cambió su apellido Csutak por el de "Bornemisza". Su segunda esposa era la baronesa Borbála Haller de Hallerkeő (1691-1733), de la cual descencía la baronesa Margit Bornemisza Kászon et Imperfalva, esposa de Thyssen.
Parte de la familia Bornemisza huyó a Costa Rica, tras la Ocupación soviética de Hungría.
El matrimonio Thyssen-Bornemissza, era una situación inusual en la historia húngara, si bien desde el siglo XIX se repitió en varias ocasiones cuando una importante familia aristócrática húngara estaba a punto de desaparecer por falta de descendientes varones. Así sucedió con las familias Edelsheim-Gyulai, Petrichevich-Horváth y Khuen-Héderváry, apellidos compuestos (el primero era extranjero y el segundo húngaro). Al estallar la revolución comunista en Hungría de 1919, el I barón Thyssen-Bornemisza y su familia tuvieron que abandonar el país y se trasladaron a Holanda, donde nació su hijo el II barón Hans Heinrich. En 1932 la familia compró la mansión Villa Favorita en Lugano y le sumó un pequeño museo para exhibir sus mejores obras de arte. A la muerte de su padre en 1947, Hans Heinrich Thyssen-Bornemisza tomó las riendas de las empresas y de la colección, que finalmente cedió a España. Fruto de ello es el Museo Thyssen-Bornemisza.  
Como testimonio de la vieja saga Thyssen subsiste cerca de Essen el Castillo de Landsberg, que cuenta con una cripta donde son enterrados los miembros de ambas ramas familiares, la Thyssen y la Thyssen-Bornemisza.
Otra rama de la familia, los Neufforge Thyssen, emigraron a Argentina, siendo allí destacados productores lecheros.